# ماثيو دود
ماثيو دود (بالإنجليزية: Matthew Dowd)‏ هو صحفي وكاتب العمود أمريكي، ولد في 29 مايو 1961 في ديترويت في الولايات المتحدة.

## وصلات خارجية
- ماثيو دود على موقع IMDb (الإنجليزية)
- ماثيو دود على موقع إن إن دي بي (الإنجليزية)
- ماثيو دود على موقع قاعدة بيانات الفيلم (الإنجليزية)